# Montsauche-les-Settons
Montsauche-les-Settons là một xã của tỉnh Nièvre, thuộc vùng Bourgogne-Franche-Comté, miền trung nước Pháp.